# Liste der Monuments historiques in Ingersheim
Die Liste der Monuments historiques in Ingersheim führt die Monuments historiques in der französischen Gemeinde Ingersheim auf.

## Liste der Bauwerke
| Bezeichnung   | Beschreibung                                | Standort                | Kennzeichnung | Schutzstatus | Datum | Bild           |
| ------------- | ------------------------------------------- | ----------------------- | ------------- | ------------ | ----- | -------------- |
| Altes Rathaus | bezeichnet 1535 und 1600 sowie ehemals 1461 | 2 rue République (Lage) | PA00085467    | Inscrit      | 1962  | weitere Bilder |

## Liste der Objekte
| Bezeichnung                                           | Beschreibung | Standort                           | Kennzeichnung | Schutzstatus | Datum | Bild |
| ----------------------------------------------------- | --- | ---------------------------------- | ------------- | ------------ | ----- | ---- |
| Zwei Seitenaltäre                                     | jeweils Altartisch, Retabel und Gemälde; Holz, farbig gefasst und vergoldet, sowie Ölfarbe auf Leinwand, 1760 und 1899 | in der Kirche St-Barthélemy (Lage) | PM68001492    | Inscrit      | 1995  |      |
| Kanzel                                                | Holz, farbig gefasst und vergoldet, um 1766                                                                            | in der Kirche St-Barthélemy (Lage) | PM68001495    | Inscrit      | 1995  |      |
| Kruzifix                                              | Holz, farbig gefasst und vergoldet, erste Hälfte des 18. Jahrhunderts                                                  | in der Kirche St-Barthélemy (Lage) | PM68001491    | Inscrit      | 1995  |      |
| Zwei Gemälde: Heiliger Sebastian und Maria Immaculata | Ölfarbe auf Leinwand, drittes Viertel des 18. Jahrhunderts                                                             | in der Kirche St-Barthélemy (Lage) | PM68001493    | Inscrit      | 1995  |      |
| Gemälde Heiliger Bartholomäus                         | Ölfarbe auf Leinwand, 1887 von Martin von Feuerstein                                                                   | in der Kirche St-Barthélemy (Lage) | PM68001494    | Inscrit      | 1995  |      |
| Taufbecken                                            | Holz, farbig gefasst und vergoldet, zweites Viertel des 18. Jahrhunderts                                               | in der Kirche St-Barthélemy (Lage) | PM68001496    | Inscrit      | 1995  |      |
| Laterne                                               | Bronze und Kupfer, vergoldet, sowie Glas, 1893                                                                         | in der Kirche St-Barthélemy (Lage) | PM68001497    | Inscrit      | 1995  |      |